# Shell Lake (Verenigde Staten)
Shell Lake is een plaats (city) in de Amerikaanse staat Wisconsin, en valt bestuurlijk gezien onder Washburn County.

## Demografie
Bij de volkstelling in 2000 werd het aantal inwoners vastgesteld op 1309. In 2006 is het aantal inwoners door het United States Census Bureau geschat op 1315, een stijging van 6 (0,5%).

## Geografie
Volgens het United States Census Bureau beslaat de plaats een oppervlakte van 26,4 km², waarvan 16,0 km² land en 10,4 km² water.

## Plaatsen in de nabije omgeving
De onderstaande figuur toont nabijgelegen plaatsen in een straal van 32 km rond Shell Lake.